# Khaur
Khaur är en ort i Indien.   Den ligger i distriktet Jammu och unionsterritoriet Jammu och Kashmir, i den norra delen av landet, 500 km nordväst om huvudstaden New Delhi. Khaur ligger 280 meter över havet och antalet invånare är 6 690.
Terrängen runt Khaur är platt. Runt Khaur är det tätbefolkat, med 442 invånare per kvadratkilometer. Närmaste större samhälle är Jammu, 15,8 km norr om Khaur. Trakten runt Khaur består till största delen av jordbruksmark.